# Суничник Єни

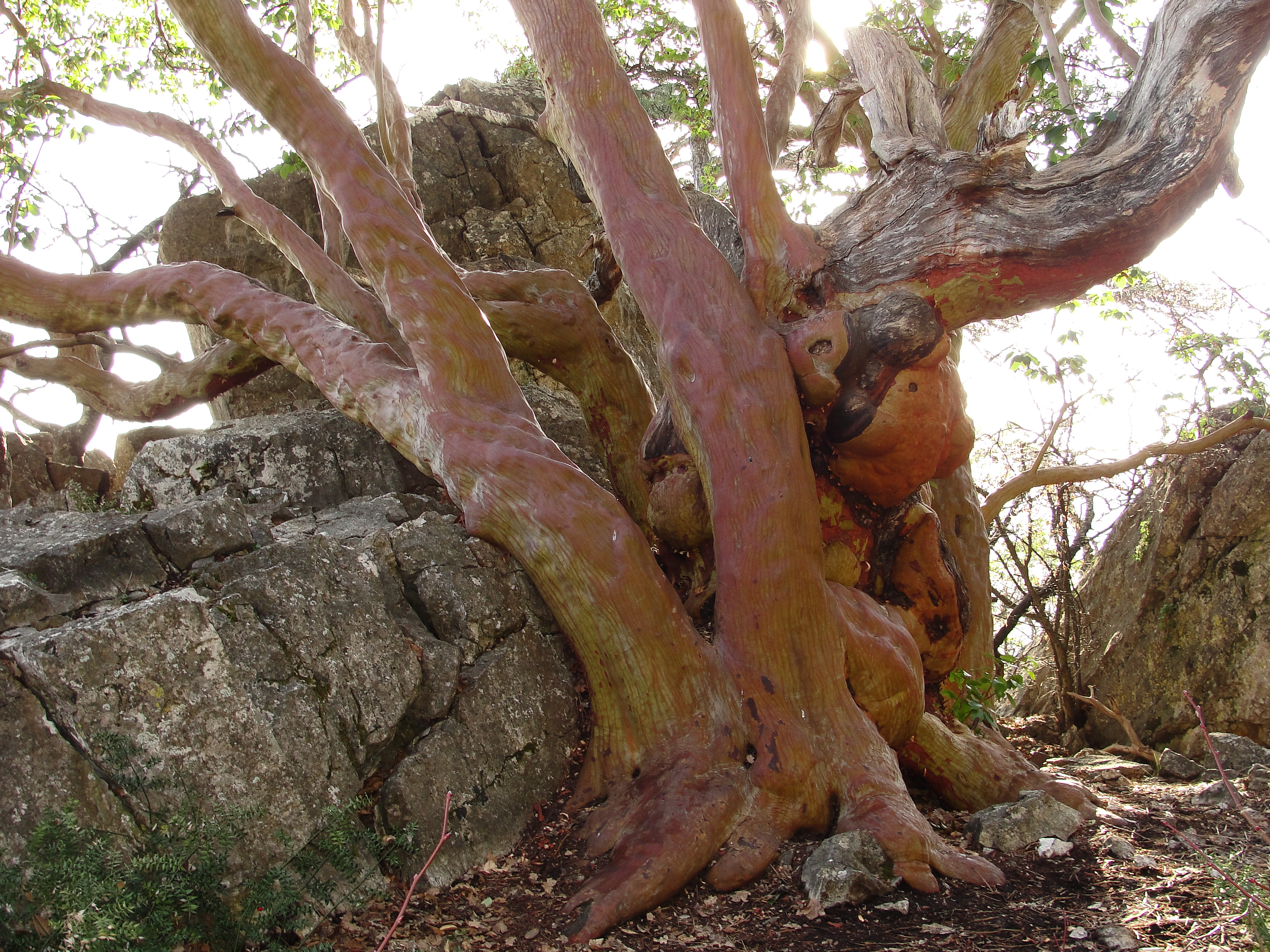
Суничник Єни

Суничник Єни. Росте на горі Ай-Нікола в районі сел. Ореанда, Крим, в 20 м праворуч від Курчатівської туристичної стежки, що йде вгору, по невеликій ущелині на південному схилі. Обхват стовбура 4,50 м, обхват стовбура над землею 7 м, висота 10 м, приблизний вік 1300 років. Дерево має 10 великих гілок. У 2010 р. Мінприроди України присвоїло суничнику Єни звання Національне дерево України. Названий на честь кримського географа професора В. Г. Єни, який знайшов і описав дерево в 1964 і 1973 рр. Дерево в пригніченому стані — землю біля коріння утоптано, стовбури суничника списані ініціалами туристів, навколо багато сміття. Мабуть, це найстаріший суничник в Криму. 
Отримав статус ботанічної пам'ятки природи в 2011 р. з ініціативи Київського еколого-культурного центру.

## Ресурси Інтернету
- Фотогалерея самых старых и выдающихся деревьев Украины  [Архівовано 8 квітня 2014 у Wayback Machine.]

## Виноски
1. 1 2   Шнайдер С. Л., Борейко В. Е., Стеценко Н. Ф. 500 выдающихся деревьев Украины. — К.: КЭКЦ, 2011. — 203 с.